# World Series of Poker Europe 2010
Die World Series of Poker Europe 2010 war die vierte Austragung der World Series of Poker in Europa. Sie fand vom 14. bis 28. September 2010 erneut im Empire Casino am Leicester Square in London statt.

## Turniere

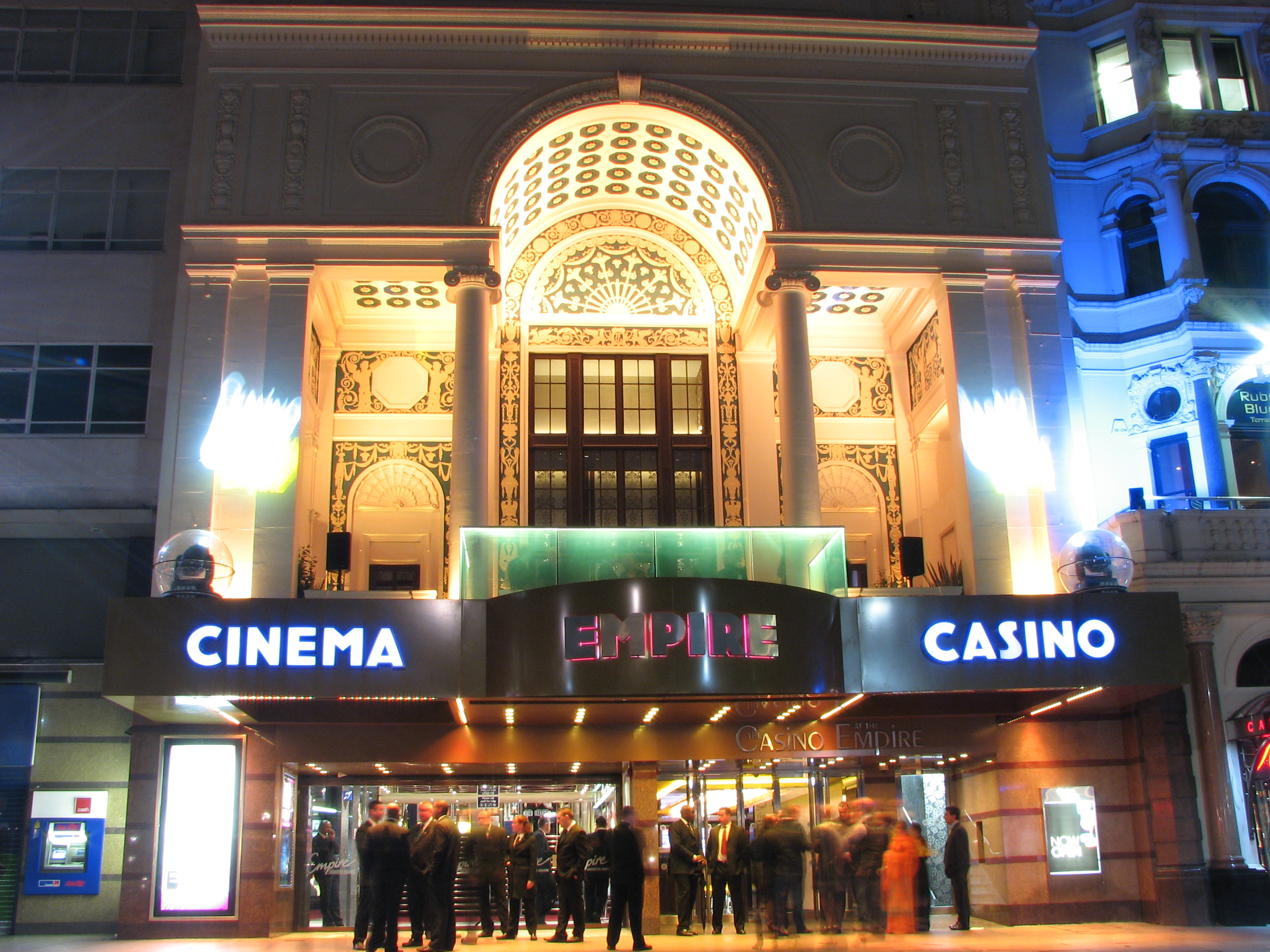
Alle Turniere wurden im Empire Casino ausgetragen

### Struktur
Es standen fünf Pokerturniere auf dem Turnierplan, wovon vier in der Variante No-Limit Hold’em sowie eines in Pot Limit Omaha gespielt wurden. Der Buy-in lag zwischen 2650 und 10.350 Pfund Sterling. Für einen Turniersieg bekamen die Spieler neben dem Preisgeld ein Bracelet.

### Turnierplan
Im Falle eines mehrfachen Braceletgewinners gibt die Zahl hinter dem Spielernamen an, das wievielte Bracelet in diesem Turnier gewonnen wurde.
| # | Buy-in (in £) | Turnier                               | Turnierbeginn | Teilnehmer | Sieger            | Herkunft               | Preisgeld (in £) |
| - | ------------- | ------------------------------------- | ------------- | ---------- | ----------------- | ---------------------- | ---------------- |
| 1 | 02.650        | Six Handed No Limit Hold’em           | 14. Sep. 2010 | 244        | Phil Laak         | Vereinigte Staaten     | 170.802          |
| 2 | 05.250        | Pot Limit Omaha                       | 16. Sep. 2010 | 120        | Jeff Lisandro (5) | Australien             | 159.000          |
| 3 | 01.075        | No Limit Hold’em                      | 17. Sep. 2010 | 582        | Scott Shelley     | Vereinigtes Konigreich | 133.857          |
| 4 | 10.350        | No Limit Hold’em High Roller Heads-Up | 21. Sep. 2010 | 103        | Gus Hansen        | Danemark               | 288.409          |
| 5 | 10.350        | WSOPE Championship No Limit Hold’em   | 23. Sep. 2010 | 346        | James Bord        | Vereinigtes Konigreich | 830.401          |

### Main Event
Das Main Event wurde vom 23. bis 28. September 2010 gespielt. Die finale Hand gewann Bord mit 10♦ 10♥ gegen Baldassaris 5♠ 5♥.
| Platz | Herkunft               | Spieler             | Preisgeld (in £) |
| ----- | ---------------------- | ------------------- | ---------------- |
| 1     | Vereinigtes Konigreich | James Bord          | 830.401          |
| 2     | Italien                | Fabrizio Baldassari | 513.049          |
| 3     | Vereinigte Staaten     | Ronald Lee          | 376.829          |
| 4     | Vereinigtes Konigreich | Roland De Wolfe     | 278.945          |
| 5     | Frankreich             | Nicolas Levi        | 208.119          |
| 6     | Vereinigte Staaten     | Daniel Steinberg    | 156.530          |
| 7     | Vereinigte Staaten     | Dan Fleyshman       | 118.643          |
| 8     | Vereinigte Staaten     | Brian Powell        | 090.617          |
| 9     | Frankreich             | Marc Inizan         | 069.754          |

## Player of the Year

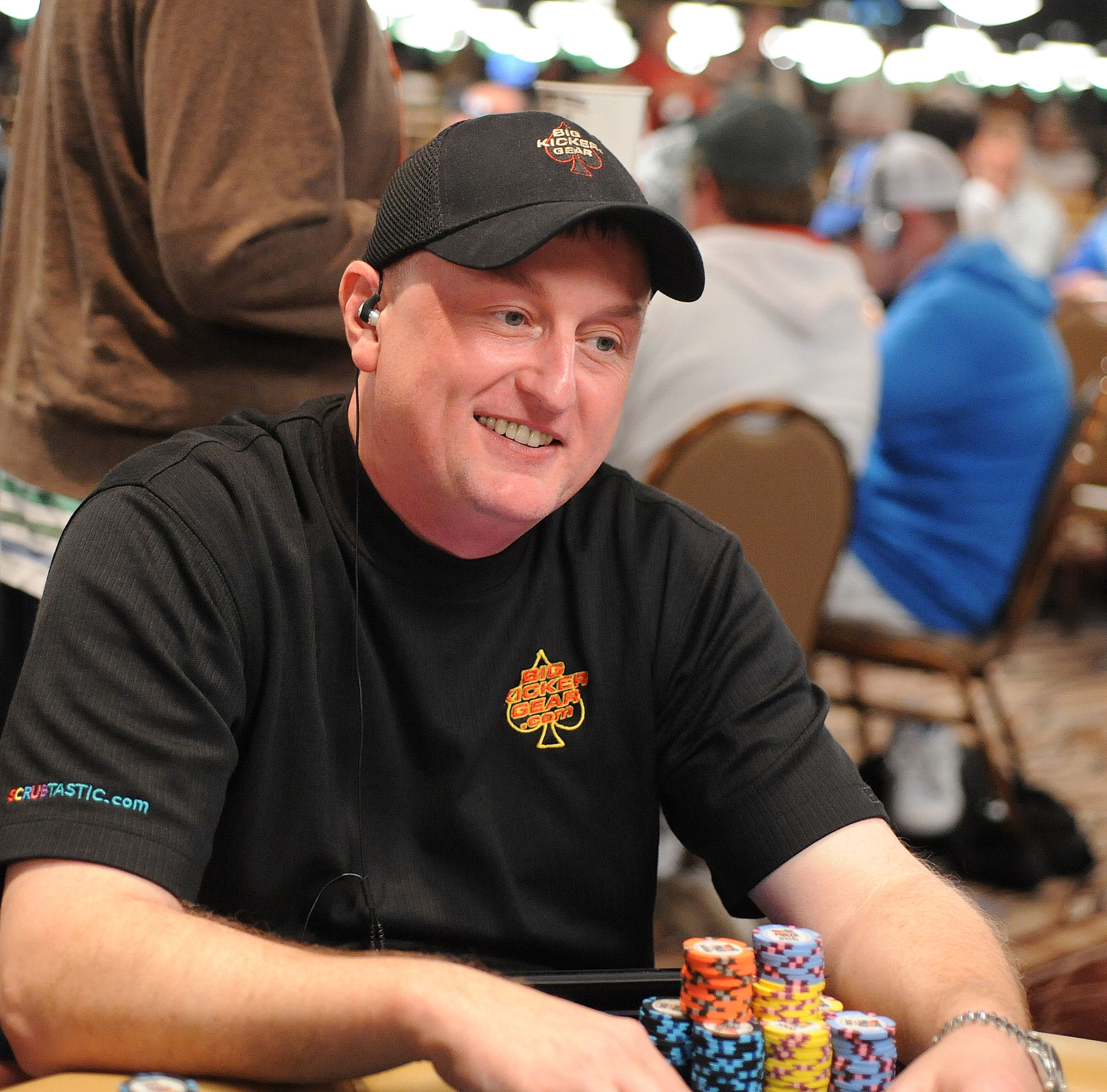
Frank Kassela (2010)

Die Auszeichnung als Player of the Year erhielt der Spieler, der über alle Turniere hinweg die meisten Punkte sammelte. Das Ranking beinhaltete auch die Turniere der Hauptturnierserie, die vom 27. Mai bis 17. Juli 2010 in Las Vegas ausgespielt wurde. Sieger Frank Kassela gewann zwei Bracelets. Insgesamt erreichte er drei Finaltische und platzierte sich sechsmal in den Geldrängen.
| Platz | Herkunft               | Spieler                | Punkte |
| ----- | ---------------------- | ---------------------- | ------ |
| 1     | Vereinigte Staaten     | Frank Kassela          | 290    |
| 2     | Vereinigte Staaten     | Michael Mizrachi       | 240    |
| 3     | Vereinigte Staaten     | John Juanda            | 225    |
| 4     | Russland               | Wladimir Schtschemelew | 210    |
| 5     | Vereinigte Staaten     | Dan Heimiller          | 205    |
| 6     | Vereinigtes Konigreich | James Dempsey          | 185    |
| 7     | Vereinigte Staaten     | Men Nguyen             | 180    |
| 8     | Vereinigtes Konigreich | Richard Ashby          | 180    |
| 9     | Vereinigte Staaten     | Jeff Papola            | 180    |
| 10    | Vereinigte Staaten     | Allen Kessler          | 175    |